# Château de La Ferté-Milon
Pour les articles homonymes, voir Château de la Ferté et La Ferté (homonymie).
Le château de La Ferté-Milon est un ancien château qui ne fut jamais achevé et dont les vestiges se dressent sur le territoire de la commune française de La Ferté-Milon dans le département de l'Aisne en région Hauts-de-France. Sa construction fut décidée par Louis d'Orléans en 1393. Sa mort arrêta la construction et le projet fut rapidement interrompu.
Les restes du château sont classés au titre des monuments historiques.

## Localisation
Les vestiges du château sont situés sur un éperon de la rive gauche de l'Ourcq, sur la commune de La Ferté-Milon, dans le département français de l'Aisne.

## Historique
Un premier château est mentionné à La Ferté-Milon dès le IXe siècle. Au tout début du XIe siècle, la chapelle castrale est érigée en collégiale.
La Ferté-Milon est réunie au comté de Valois en 1213, et Philippe Auguste réunit le comté à la couronne de France. C'est sans doute à ce moment que commence la construction des fortifications de la ville.
En 1240 Louis IX donne l'usufruit du domaine, qui fut centre de châtellenie de La Ferté à sa mère  Blanche de Castille. En 1284, le comté de Valois est concédé par Philippe le Hardi à son fils cadet Charles qui fait fortifier la ville et le château lors de ses démêlés avec son frère le roi Philippe le Bel.
En 1371, le comté de Valois est donné au second fils de Charles V, Louis d'Orléans qui deviendra maître du royaume pendant la folie de Charles VI. Une mention d'une forteresse grande et noble à La Ferté-Milon remonte à 1375. En 1393, Louis Ier d'Orléans entreprend la reconstruction du château de La Ferté ; il voulait en faire une forteresse aussi puissante que Pierrefonds. Les travaux sont interrompus en 1407, date de son assassinat. La façade a été construite par Jean Aubelet, « maçon général » du duc d'Orléans. Il apparaît dans les comptes de Gilles Chastellain, payeur des œuvres de Pierrefonds et de La Ferté-Milon, en 1404.
En 1412, le comte de Saint-Pol s'empare du site que les Français reprennent aux Anglais en 1429. En 1588, Antoine de Saint-Chamant, ligueur, défend le lieu contre Henri IV puis se retire en 1594. Le château est démantelé en 1594 sur ordre d'Henri IV.

## Description
Le château de La Ferté-Milon se présente sous la forme d'une grande enceinte flanquée de quatre tours en amandes du côté de l'attaque, chacune portant la représentation d'une preuse. Un chemin de ronde sur mâchicoulis parcourt le sommet des tours et de la courtine qui sont au même niveau créant ainsi un niveau de défense et de circulation continu. À noter que l'entrée est défendue par un assommoir et que l'enceinte du bourg (XIIIe siècle) a été raccordée à sa façade. Les mâchicoulis du château de La Ferté-Milon sont identiques à ceux réalisés au château de Coucy par Jean Aubelet.

### Le projet de Louis d'Orléans

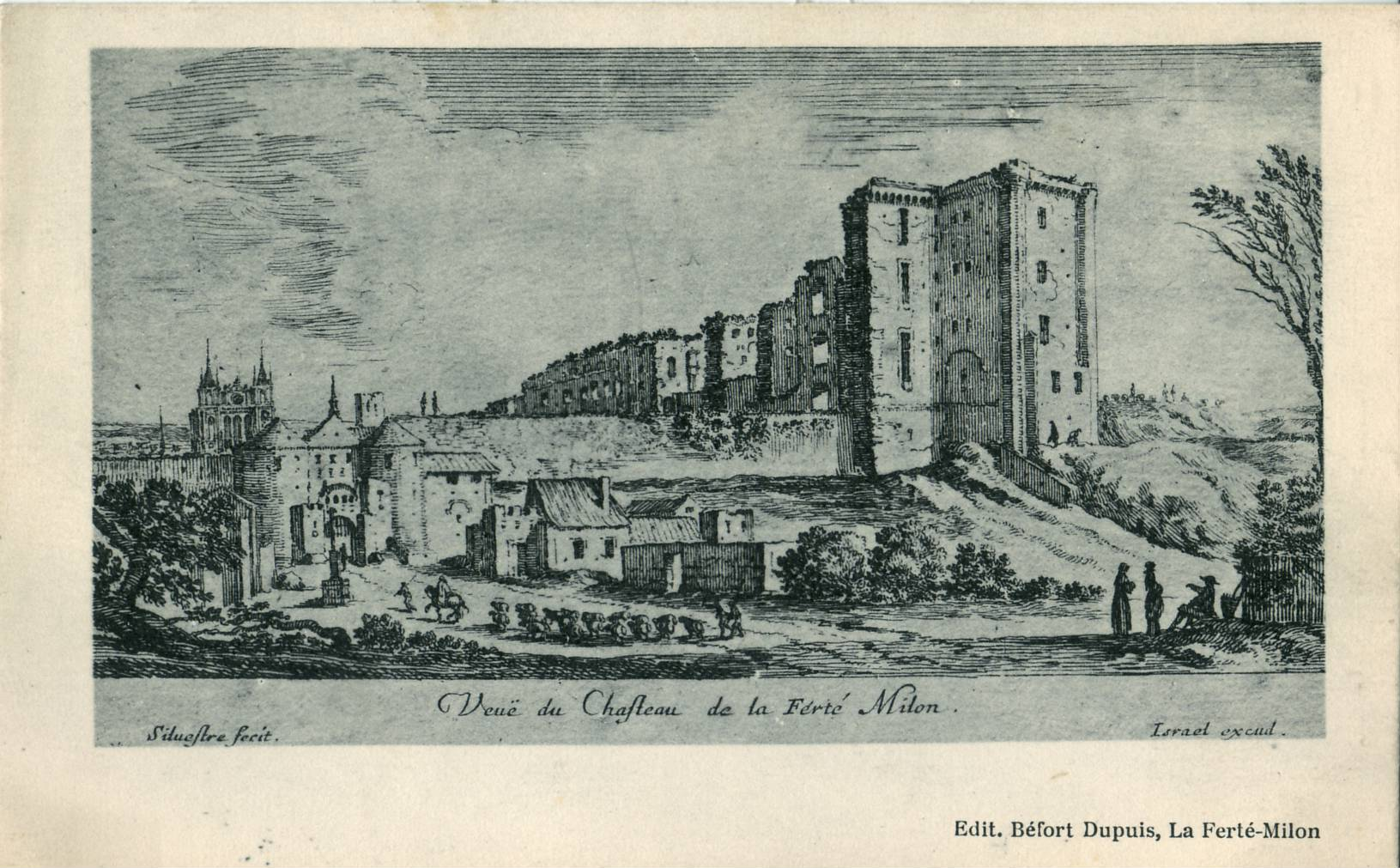
Gravure ancienne du château.

Louis décida de ne garder aucune structure préexistante et le site primitif fut rasé et réaménagé. Le chantier du château s'arrêta avec l'assassinat du prince en 1407, et nous parvient dans un état fossile. Les héritiers de Louis n'accordèrent pas la moindre importance à ce château décalé dans le temps et l'espace.

### La façade théâtrale de La Ferté-Milon
Les architectes ne purent qu'édifier la façade principale par manque de moyens financiers, et de temps. Rappelons que très souvent à cette époque les délais de construction des châteaux s'étalent sur de très longues périodes, souvent deux générations, ce qui modifie, en cours de construction les décisions d'emploi et les arbitrages.
La façade mesure actuellement 102 mètres de long sur 28 mètres de haut. Un grand relief, représentant le couronnement de la Vierge, surmonte les restes de la très haute porte qui s'ouvre entre les deux tours du milieu. La façade est devancée par un fossé. Sur la droite, on distingue une tour carrée dont il reste deux pans de murs.
L'accès à la ville était protégé par une ancienne porte, côté château, dont il reste deux tours en mauvais état. Derrière la muraille, deux canons russes de 1909, calibre 6 pouces (152,4 millimètres), sont exposés face à la vallée. L'un d'eux est annoté en cyrillique et porte le numéro 5085, l'autre le numéro 5096.
Maurice Utrillo en a fait le thème de plusieurs tableaux.

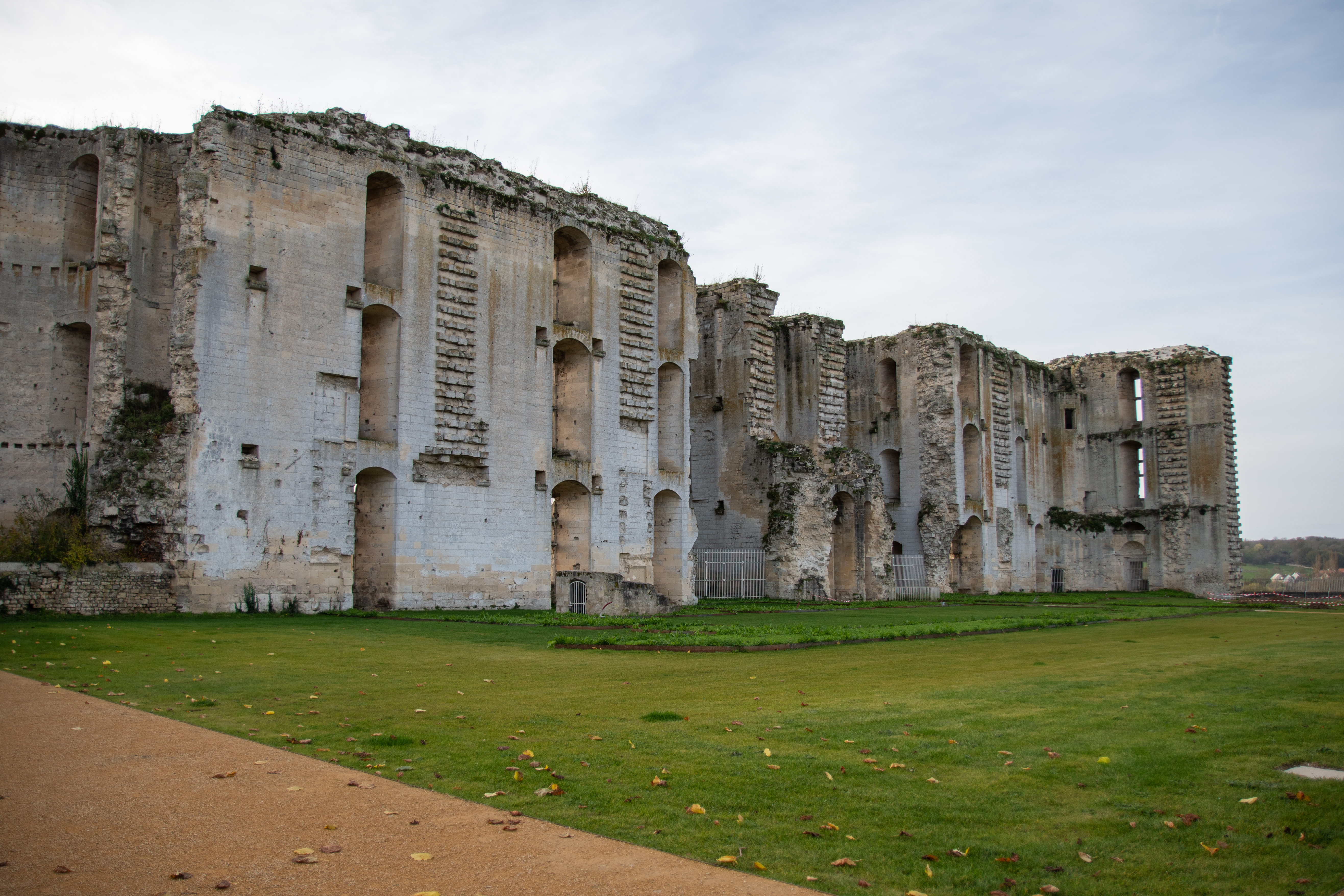
L'envers de la façade.
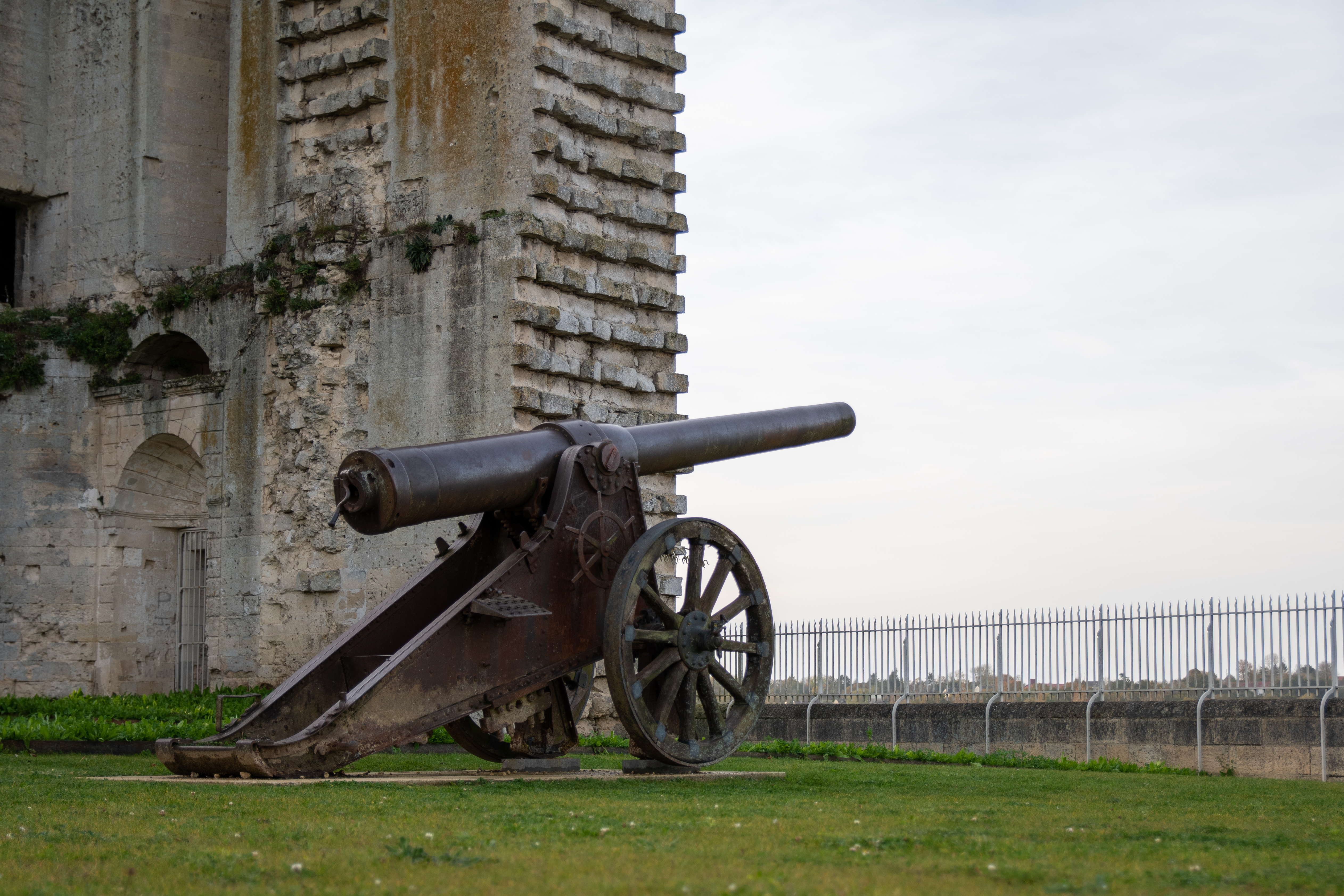
Canon exposé sur l'esplanade.
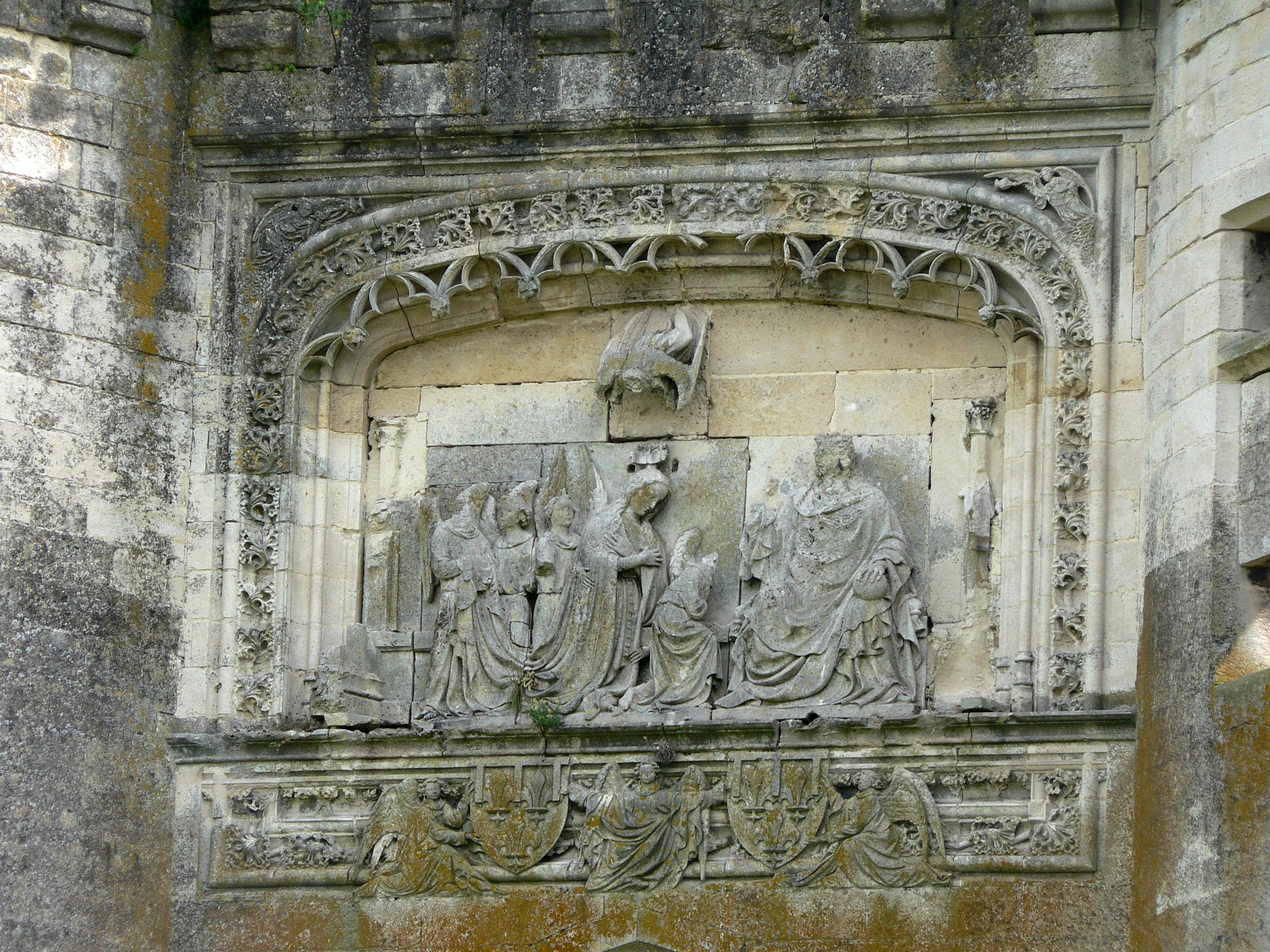
Le couronnement de la Vierge.
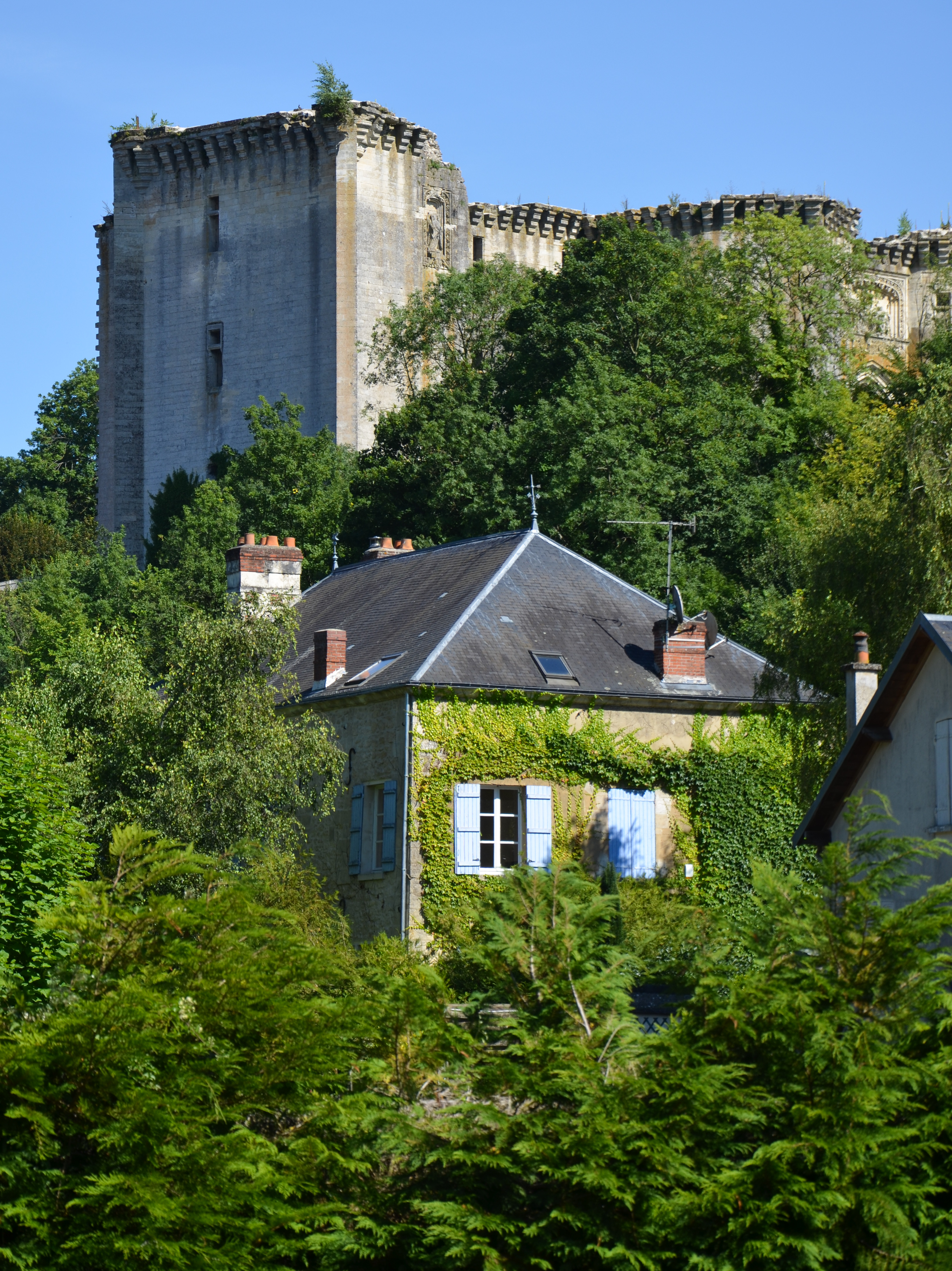
Vue sur le château depuis la vallée.

## Protection
Les restes du château sont classés au titre des monuments historiques par liste de 1862.